# Шакалова, Екатерина Викторовна
Екатерина Викторовна Шакалова (род. 31 августа 1997) — украинская профессиональная спортсменка в области смешанных единоборств, выступающая в женской легчайшей весовой категории в Professional Fighters League (PFL). Профессионал с 2019 года, ранее она выступала в Bellator MMA.

## Карьера в смешанных единоборствах

### Ранние годы
Шакалова дебютировала в смешанных единоборствах 29 июня 2016 года на турнире Road To WWFC 22. В главном бою вечера она встретилась с Анной Биденко и победила, применив удушающий приём «брабо» во втором раунде. Во втором профессиональном бою на WWFC 16 Шакалова потерпела первое поражение, проиграв удушающим приёмом «треугольник» Дарье Чибисовой. 18 июня 2020 года на Madabattle Martial Arts Festival 1 Шакалова встретилась с Зоей Литвиненко и победила техническим нокаутом. Несколько месяцев спустя, на следующем турнире этой серии, она заставила Марину Стахальскую сдаться в первом раунде.
12 февраля 2021 года Шакалова провела бой на турнире Babilon MMA, встретившись с Ружей Гуменной. Она победила единогласным решением судей, доминируя над соперницей на протяжении трёх раундов.

### Fight Exclusive Night
Дебютировав в Fight Exclusive Night, Шакалова встретилась с Изабелой Бадурек 27 марта 2021 года на турнире FEN 33: Lotos Fight Night Warsaw. После трёх раундов она победила единогласным решением судей. Победа была отмечена финансовым бонусом за лучшее выступление вечера.
Шакалова встретилась с Джамилой Сандорой на FEN 34: Totalbet Fight Night 28 мая 2021 года. Она победила во втором раунде, заставив соперницу сдаться удушающим приёмом сзади.
Шакалова боролась за титул чемпионки FEN в женском легчайшем весе против Юлии Куценко 22 января 2022 года на FEN 38: Lotos Fight Night. Она победила в первом раунде удушающим приёмом, став первым чемпионом в этой категории.
Шакалова должна была защищать титул чемпионки FEN в легчайшем весе против Сувии Салмимиес 27 августа 2022 года в главном бою вечера FEN 41: Tauron Fight Night Mrągowo. Однако она не уложилась в лимит веса, была лишена чемпионского пояса, и бой был отменён.

### Bellator MMA
13 декабря 2022 года Bellator MMA объявила на своём официальном сайте о подписании контракта с Шакаловой, заявив, что хочет укрепить женскую полулёгкую весовую категорию. Шакалова дебютировала в промоушене 11 августа 2023 года на Bellator 298, где встретилась с Даяной Силвой. Она победила раздельным решением судей с оценками 29-28, 28-29 и 30-27.
Шакалова встретилась с Аспен Лэдд 17 мая 2024 года на Bellator Champions Series 2. Она проиграла бой единогласным решением судей.

### Professional Fighters League
В четвертьфинале турнира PFL 2025 года в женском наилегчайшем весе Жулиана Веласкес должна была встретиться с Тайлой Сантос 11 апреля 2025 года на PFL 2. Однако Сантос снялась с турнира, и её заменила Екатерина Шакалова. Шакалова победила в первом раунде удушающим приёмом сзади.

## Достижения и награды
- Fight Exclusive Night
  - Чемпионка FEN в женском легчайшем весе (один раз)

## Рекорд в смешанных единоборствах
| Боёв 11  | Побед 9 | Поражений 2 |
| -------- | ------- | ----------- |
| Нокаутом | 1       | 0           |
| Сдачей   | 5       | 1           |
| Решением | 3       | 1           |

| Результат | Рекорд | Соперник           | Способ                        | Турнир                             | Дата            | Раунд | Время | Место                         | Примечание                                                                                  |
| --------- | ------ | ------------------ | ----------------------------- | ---------------------------------- | --------------- | ----- | ----- | ----------------------------- | ------------------------------------------------------------------------------------------- |
| Победа    | 9–2    | Жулиана Веласкес   | Удушающий приём (сзади)       | PFL 2 (2025)                       | 11 апреля 2025  | 1     | 2:05  | Орландо, США                  | Дебют в наилегчайшем весе. Четвертьфинал турнира PFL 2025 года в женском наилегчайшем весе. |
| Поражение | 8–2    | Аспен Лэдд         | Решение (единогласное)        | Bellator Champions Series 2        | 17 мая 2024     | 3     | 5:00  | Париж, Франция                |                                                                                             |
| Победа    | 8–1    | Даяна Силва        | Решение (раздельное)          | Bellator 298                       | 11 августа 2023 | 3     | 5:00  | Су-Фолс, США                  | Дебют в полулёгком весе.                                                                    |
| Победа    | 7–1    | Юлия Куценко       | Удушающий приём (сзади)       | Fight Exclusive Night 38           | 22 января 2022  | 1     | 2:00  | Острув-Велькопольский, Польша | Завоевала титул первого чемпиона женского легчайшего веса FEN.                              |
| Победа    | 6–1    | Джамила Сандора    | Удушающий приём (сзади)       | Fight Exclusive Night 34           | 28 мая 2021     | 2     | 2:42  | Варшава, Польша               |                                                                                             |
| Победа    | 5–1    | Изабела Бадурек    | Решение (единогласное)        | Fight Exclusive Night 33           | 27 марта 2021   | 3     | 5:00  | Лодзь, Польша                 |                                                                                             |
| Победа    | 4–1    | Ружа Гуменна       | Решение (единогласное)        | Babilon MMA 19                     | 12 февраля 2021 | 3     | 5:00  | Варшава, Польша               |                                                                                             |
| Победа    | 3–1    | Марина Стахальская | Болевой приём (рычаг локтя)   | Madabattle Martial Arts Festival 2 | 27 ноября 2020  | 1     | ?     | Харьков, Украина              |                                                                                             |
| Победа    | 2–1    | Зоя Литвиненко     | Технический нокаут (удары)    | Madabattle Martial Arts Festival 1 | 18 июня 2020    | 1     | 4:37  | Харьков, Украина              |                                                                                             |
| Поражение | 1–1    | Дарья Чибисова     | Удушающий приём (треугольник) | WWFC 16                            | 2 ноября 2019   | 1     | N/A   | Харьков, Украина              |                                                                                             |
| Победа    | 1–0    | Анна Биденко       | Удушающий приём (брабо)       | Road to WWFC 22                    | 29 июня 2019    | 2     | 4:02  | Николаев, Украина             | Дебют в легчайшем весе. Завоевала титул чемпионки WWFC в женском легчайшем весе.            |

## Внешние ссылки
- Шаблон:Sherdog

Шаблон:Контроль авторитетности
1. ↑  Шаблон:Langx